# Euthyphro (Plato)
De Euthyphro (Oudgrieks: Εὐθύφρων) is een van de vroege dialogen van Plato, te dateren na 399 v.Chr. Het is een vrij korte tekst die handelt over een ethische kwestie, waarbij getracht wordt te definiëren wat vroomheid is. Socrates steelt zoals gewoonlijk de show. Hij ondervraagt een zekere 'Euthyphro', die beweert een expert te zijn in ethiek en theologische kwesties. De dialoog eindigt zonder werkelijke conclusie en zit barstensvol socratische ironie. Socrates poseert als een onwetende student en doet alsof hij van Euthyphro wil leren. In werkelijkheid wil hij Euthyphro ontmaskeren als een onwetende die eigenlijk niets afweet van zijn specialisme.

## Setting en personages
- Socrates  is weer de protagonist van deze dialoog. Hij doet zich voor als een eenvoudig man die bekent weinig te weten, zonder materiële bezittingen, iemand die spreekt zoals een man van het volk. Het maakt deel uit van de ironische wijze waarop Socrates zijn gesprekspartner naar een conclusie wil leiden, waarbij hij eerst alle stellige overtuigingen van de zelfverklaarde expert een voor een met de grond gelijkmaakt.
- Euthyphro, naar wie de dialoog genoemd is, is zijn gesprekspartner. Een heel orthodox iemand, heel dogmatisch in zijn religieuze opvattingen, overtuigd van zijn grote kennis in 'heilige zaken'. Deze Euthyphro heeft zijn eigen vader voor het gerecht gebracht omdat deze iemand zou vermoord hebben. We weten overigens niet of deze Euthyphro echt geleefd heeft of gewoon door Plato opgevoerd is als personage.
- Meletus, dezelfde die optreedt in de Apologie en verantwoordelijk was voor de aanklacht tegen Socrates en zijn veroordeling. Een nogal onbelangrijke figuur die door Plato onsympathiek wordt afgebeeld. Hij verschijnt niet zelf in deze dialoog, maar zijn naam valt verschillende keren in de loop van het gesprek.

## Inhoud
2a-3e
Setting en voorstelling personages. We ontmoeten Socrates, Euthyphro, leren over de afwezige Meletus (Socrates’ aanklager) en vernemen dat een aantal Atheense burgers getuige is van het zich ontwikkelend gesprek. Socrates legt uit over welke zaak het gaat.
3e-5a
Euthyphro geeft een uiteenzetting over zijn daad. De vraag is: 'Mag een zoon zijn vader vervolgen?' Hoe kunnen we dit weten? Euthyphro maakt zijn positie duidelijk dat daarbij een familieband niet in de weg mag staan om het juiste te doen.
5a-6e
Socrates verklaart zich bereid om als student van Euthyphro te leren: wat is 'vroomheid' (Gr. to hosion)? Er volgt speculatie over de aard van de goden. Mogelijke antwoorden moeten voldoen aan de voorwaarde dat het niet slechts voorbeelden zijn, maar er dient integendeel een algemene 'Vorm' of 'Idee' te worden geproduceerd.
7a-8a
Euthyphro’s eerste poging tot een definitie: 'wat de goden  behaagt, liefhebben, is vroom, dat wat niet door hen geliefd wordt is niet vroom.' Echter: sommige dingen zullen tegelijk vroom en niet vroom zijn.
8a-9d
Euthyphro: niemand ontkent dat onrechtvaardige doding gestraft moet worden. Socrates: maar er is geen consensus over wat 'rechtvaardig' (juist) en onrechtvaardig genoemd mag worden. Hoe weet Euthyphro dan hoe de goden zijn daden zullen beoordelen? En nogmaals: wat is dan de definitie van 'vroomheid'? Is het dan: 'dat wat alle goden liefhebben?'
9e-11b
Euthyphro’s nieuwe definitie: 'Wat alle goden liefhebben, is heilig, dat wat ze allen haten is onheilig'. Dan volgt de vraag: 'Is vroomheid geliefd door de goden omdat het vroom is, of is het vroom omdat het geliefd is door de goden?' Er volgt een verklaring, die eigenlijk de zaak niet echt verder helpt en nog verwarder is dan de vraag zelf. Het antwoord luidt dan: 'vroomheid veroorzaakt gods liefde, niet andersom.' Daarom kan Euthyphro's definitie niet juist zijn: ze impliceert een contradictie, namelijk de volgende:

als A B voorafgaat, en A = B, dan, (door substitutie) gaat B vooraf aan A. Wat logisch niet kan.
11b-12e
De claims die Euthyphro maakt zijn 'als de standbeelden van Daedalus, die ook in cirkels rondlopen.' Er wordt nu een nieuwe start gemaakt: alles wat vroom is, is noodzakelijkerwijs rechtvaardig. Echter: is alles wat rechtvaardig genoemd wordt dan ook vroom? Er volgt een vergelijking met de behandeling van angst en schande. Vroomheid is slechts één deel van de rechtvaardigheid. Maar welk deel dan?
12e-16a
Vroomheid is dat deel van rechtvaardigheid dat zich bekommert om de zorg voor de goden. Maar welke soort verzorging hebben de goden dan wel nodig? En waarom? De zorg voor (het eren van) de goden moet met het nodige inzicht gebeuren. Terugkeer naar de propositie: 'wat de goden behaagt is vroom'. De dialoog eindigt met een aporie: onbeslist en zonder een duidelijke conclusie.

## Intertekstualiteit
Deze dialoog, waarbij Socrates op weg is naar het gerecht,  vormt een dramatische eenheid met de Apologie (Socrates voor het gerecht), de Crito (Socrates weigert te ontsnappen uit de gevangenis) en de Phaedo (De dood van Socrates).

## Nederlandse vertalingen
- Plato, Verzameld werk, vol. 3, Euthyfron - Apologia - Kriton, vert. Hans Warren en Mario Molegraaf, 1995. ISBN 9789035115088
- Plato, Euthyfron, Kriton, vert. Gerard Koolschijn, 1993. ISBN 9789025342913
- Plato, "Euthyphro", in: Verzameld werk, vol. 1, vert. Xaveer de Win, Antwerpen, Nederlandsche Boekhandel, 1965 (herdrukt 1978, 1980 en 1999)
- Plato, "Euthyfron", in: Sokrates' leven en dood, vert. Gerard Koolschijn, 2020. ISBN 9789025312114

## Andere vertalingen
- (en)  Plato, "Euthyphro", in: J.M. Cooper en D.S. Hutchinson (eds.), Complete Works, 1997, 1838 p. ISBN 9780872203495
Grondige Engelse vertaling in één band met annotaties en toelichting